# Фергюсон, Джесси
Джесси Фергюсон (англ. Jesse Ferguson, р. 20 марта 1957, Нью-Йорк, США) — американский боксёр-профессионал, выступавший в тяжёлой весовой категории. Бывший претендент на титул чемпиона мира. Обладатель Алмазного пояса чемпионов. Топ-боксёр рубежа 20 века.

## Любительская карьера
В любителях Фергюсон выиграл Алмазный пояс чемпионов в тяжёлом весе.

## Профессиональная карьера
Дебютировал в 1983 году в бою с Тони Джексоном, которого нокаутировал в 1 раунде. Выходил на ринг со множеством будущих и действующих на тот момент звёзд бокса.
С конца 80-х до середины 90-х годов имел серьёзные проблемы с лишним весом. Это стало причиной его быстрых поражений Боу и Бруно, а также его близких боёв с Холмсом, Макколом и Стёартом, которые он в принципе мог выиграть.
В 1996 году Фергюсон вернулся на ринг в возрасте 39 лет. В этом заключительном периоде карьеры он выступал в хорошей форме, но возраст всё таки дал о себе знать. В это время одержал ряд побед над крепкими и перспективными боксёрами, но проиграл единогласным решением восходящим звёздам Рахману и Голоте.

## Победы
Фергюсон наибольшую известность получил за победы над такими известными боксёрами:
В сентябре 1984 года победил техническим нокаутом в 4 раунде Реджи Гросса.
В декабре 1984 года победил единогласным решением судей Оскара Холмана
В 1985 году принял участие в турнира американского спортивного телеканала ESPN, где в полуфинале победил техническим нокаутом в 4 раунде Ричарда Скотта, а в финале победил решением большинства судей Джеймса Бастера Дагласа и техническим нокаутом в 10 раунде Тони Энтони.
В январе 1986 года во 2 раз победил единогласным решением судей Оскара Холмана.
В августе 1987 года победил нокаутом в 8 раунде Джорджа Чаплина.
В феврале 1993 года победил единогласным решением судей Рэя Мерсера.
В сентябре 1996 года победил единогласным решением судей непобеждённого Бобби Харисса.
В декабре 1996 года победил единогласным решением судей Эвертона Дэвиса.
В апреле 1997 года победил техническим нокаутом в 8 раунде Томаса Уильямса.
В мае 1997 года победил техническим нокаутом в 8 раунде Самсона Поуху.
В сентябре 1998 года победил техническим нокаутом в 4 раунде Тайрона Буза.
В декабре 1998 года победил раздельным решением судей Обеда Салливана.

## Поражения нокаутом
Фергюсон проигрывал нокаутом таким известным боксёрам:
В августе 1985 года Фергюсон вышел на ринг против Карла Уильямса. Фергюсон дважды сбил с ног Уильямса, но тот поднялся и победил техническим нокаутом в 10 раунде.
В феврале 1986 года Фергюсон вышел на ринг против Майка Тайсона. Ближе к концу 5-го раунда Тайсон загнал противника в угол. Тайсон провёл левый крюк в печень, но удар пришёлся по защите, и сразу же левый апперкот, которым сломал Фергюссону нос. Фергюссон упал на канвас. Он встал на счёт 8. Тайсон бросился его добивать. До конца раунда оставалось 30 секунд. Тайсон провёл спуртовую атаку, но Фергюссону удалось продержаться до гонга. В 6-м раунде Фергюссон начал постоянно клинчевать. В середине раунда он зажал руки Тайсона и не отпускал его. Рефери попытался разнять бойцов, но Фергюссон не отпускал Тайсона. Тогда рефери остановил бой и дисквалифицировал Фергюссона. Позже, чтобы не портить послужной список Тайсона, Нью-Йоркская атлетическая комиссия поменяла формулировку результата с дисквалификации на технический нокаут.
В январе 1992 года Фергюсон вышел на ринг против Брюса Селдона. После 5 раунда Фергюсон отказался от продолжения боя из за опухоли глаза.
В мае 1993 года в бою за титул WBA Фергюсон вышел на ринг против Риддика Боу. В конце 1-го раунда Боу левым хуком в челюсть послал противника в нокдаун. Фергюссон встал на счёт 9, но его шатало. До конца раунда оставалась одна секунда. Рефери позволил Фергюссону продолжить бой. В самом начале 2-го раунда Боу набросился на противника и серией ударов в голову отправил того на канвас. Рефери начал отсчёт, но Фергюссон даже не пытался встать. Рефери остановил бой.
В марте 1994 года Фергюсон вышел на ринг против Фрэнк Бруно. Бруно победил нокаутом на 2 минуте 22 секунде боя.
В марте 1995 года Фергюсон вышел на ринг против Джереми Уильямса. В 7 раунде бой был остановлен из за опухоли глаза у Фергюсона.
В октябре 1995 года Фергюсон вышел на ринг против Даннела Николсона. Николсон доминировал весь бой и победил техническим нокаутом в 8 раунде. Это было последнее досрочное поражение Фергюсона.

## Поражения по очкам
Фергюсон проигрывал по очкам таким известным боксёрам:
В октябре 1986 года встретился с Андерсом Эклундом. Эклунд победил единогласным решением судей.
В ноябре 1988 года встретился с Орлином Норрисом. В скучном и однообразном бою Норис победил единогласным решением судей.
В июле 1992 года встретился с Майкл Доукс. Доукс победил единогласным решением судей.
В ноябре 1992 года встретился с Тони Таббсом. Таббс победил единогласным решением судей.
В августе 1994 года встретился с Ларри Холмс. Во 2 раунде Фергюсон серьёзно потряс Холмса левым крюком, из за чего Холмс почти целую минуту провёл около канатов. В интересном бою победу ре близким единогласным решением судей присудили Холмсу, хотя многие в толпе освистали решение в пользу Ларри.
В августе 1995 года встретился с Алексом Стюартом. Фергюсон дважды отправил Стюарта в нокдаун, но Стюарт оказался быстрее Фергюсона, он больше бил и чаще попадал, благодаря чему победил единогласным решением судей.
В январе 1998 года встретился с Хасимом Рахманом. Фергюсону было на тот момент 40 лет, хотя и провёл ряд неплохих побед. Многие предсказывали победу Рахману нокаутом, но Фергюсон даже не думал падать. Он продержался до конца боя, даже не разу не был на грани нокдауна, а также несколько серьёзно огразылся, но в конечном счёте Рахман победил единогласным решением судей.
В январе 1999 года встретился с Анджеем Голотой. Голота доминировал весь бой и победил единогласным решением судей. После этого боя Фергюсон ушёл из бокса.